# Kanton Eisleben
Der Kanton Eisleben war eine Verwaltungseinheit im Distrikt Halle des Departements der Saale im napoleonischen Königreich Westphalen. Hauptort des Kantons und Sitz des Friedensgerichts war Eisleben in heutigen Landkreis Mansfeld-Südharz. Der Kanton umfasste eine Stadt, fünf Gemeinden und mehrere Weiler, war bewohnt von 5725 Einwohnern und hatte eine Fläche von 0,67 Quadratmeilen. Er ging aus dem magdeburgisch-mansfeldischen Amt Leimbach hervor.
Die zum Kanton gehörigen Ortschaften waren:
- Neuhelfta
- Neustadt
- Nußbreite
- Klippe
- Wimmelsburg mit Birkenvorwerk und mehreren Mühlen